# Beratzhausen
Beratzhausen là một đô thị trong huyện Regensburg bang Bayern thuộc nước Đức.